# Gadmiwa

La tribu Gadmiwa (en arabe : كدميوة ; en berbère : ⴳⴰⴷⵎⵉⵡⴰ) est une tribu berbère chleuh du Haut Atlas Occidental.
Gadmiwa, selon les sources, peut s'écrire Guedmioua ou encore Gedmiwa.
Son fief est situé dans la province d'Al Haouz, plus précisément à l'ouest de l'oued N'fis,. Il est bordé à l'ouest par la tribu Seksawa et à l'est par la tribu Goundafa,. Sa ville la plus peuplée est Amizmiz, située au nord de son territoire (cf. Liens externes).

## Histoire

### Époque Almohade
La tribu Gadmiwa fait partie de la confédération tribale des Masmouda.
Elle est une des tribus formant la base du mouvement almohade aux côtés des tribus Hargha, ahl Tinmel, Hintata, Gadmiwa et Ganfisa,. Ses représentants faisaient partie du conseil des Cinquante, une haute instance administrative almohade. Une personne influente lors des débuts du mouvement almohade est Ayyub al Gadmiwi, un notable chargé de distribuer les terres almohades.

### XVIIIesiècle
Lors de la Siba de 1713-1719, le caïd Brahim Bou Abdelli de Tizguine mena une attaque contre la résidence du Pacha à Kouzemt qu’il pilla. Cependant, il se repentira et en 1715 et le caïd sera pardonné par le Pacha Abd el Krim. Ainsi, les Gadmiwa se soumettent à nouveau à l’autorité du sultan Moulay Ismail. Le caïd Bou Abdelli, quant à lui, sera assassiné la même année par ses propres ennemis sur la plaine de Marrakech.
En 1721, les Gadmiwa ayant prêté allégeance au sultan, attaquent la tribu Ogdemt voisine afin de les soumettre mais sans succès.
En 1781, Abderahman ben Ibrahim al Gadmiwi, alors gouverneur du sultan Mohammed ben Abdellah Alaoui, mena une pacification de la région.

### Colonisation française
À la suite des accords de 1912, les tribus de la région ont été soumises au régime de l’administration civile à l’exception des Gadmiwa. En effet, de par leur fief montagneux et leur caractère, ils n’ont été soumis à l’autorité du Makhzen, alors sous protectorat, qu’en 1927.

## Culture

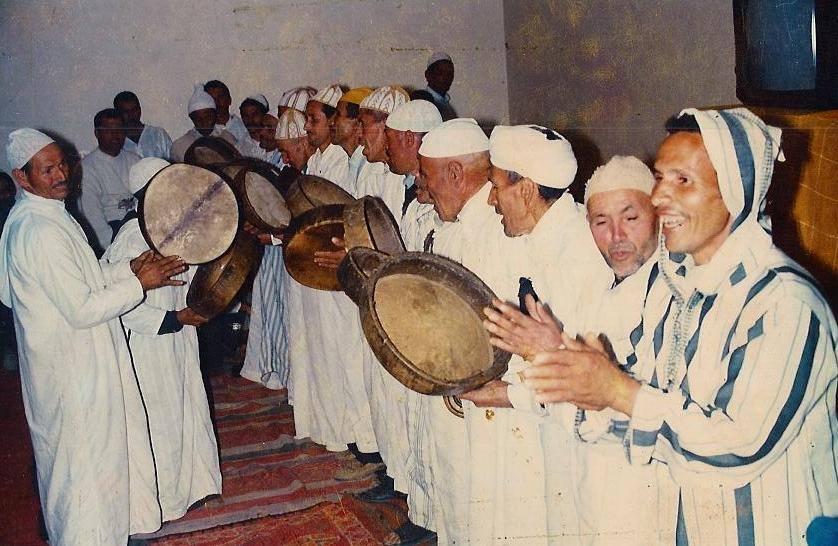
Ahwach, Amizmiz

### Ahwach (احواش)
Ahwach est une danse traditionnelle pratiqués par les chleuhs à travers le Maroc, de l'Anti-Atlas au Haut-Atlas. Cet art folklorique ancestrale est transmis de génération en génération et chez les Gadmiwa, il se distingue de par son rythme et la non-utilisation du tbel (une sorte de tambour),.

### Homada (حمادة)
Le Homada (حمادة), aussi appelé Houara ( هوارة ), est un art folklorique de la région du Haut Atlas Occidental. C'est un chant rythmée au son de taârijas, de bendir et de naqus (instrument en métal sur lequel on frappe avec des baguettes en fer). Les artistes dansent sur le qa'da (القعدة), une sorte de tambour métallique sur lequel on tape des pieds afin de créer un rythme,.

## Présence juive

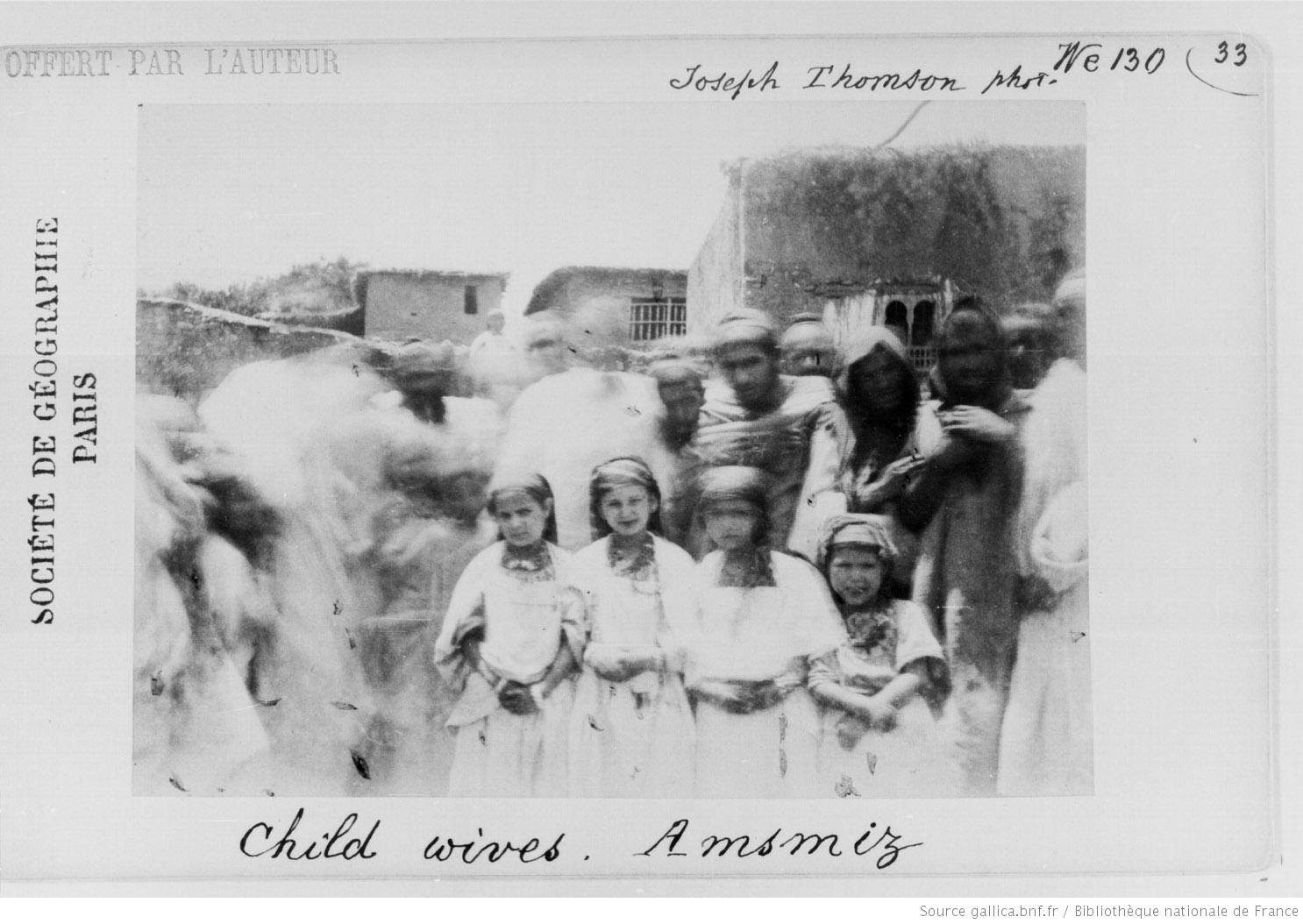
Femmes-enfants juives d'Amizmiz, 1889

De nombreux juifs vivaient en son fief avant leur exode progressive de ces derniers au milieu de XXe siècle. En effet, sur les 2000 habitants d'Amizmiz en 1889, une part considérable de sa population était juive et vivait dans le mellah.
Les juifs d'Amizmiz étaient pleinement intégrés et s'entendaient bien avec le Makhzen. Ils occupaient divers métiers tel que bijoutier, marchand de tissus fins,.

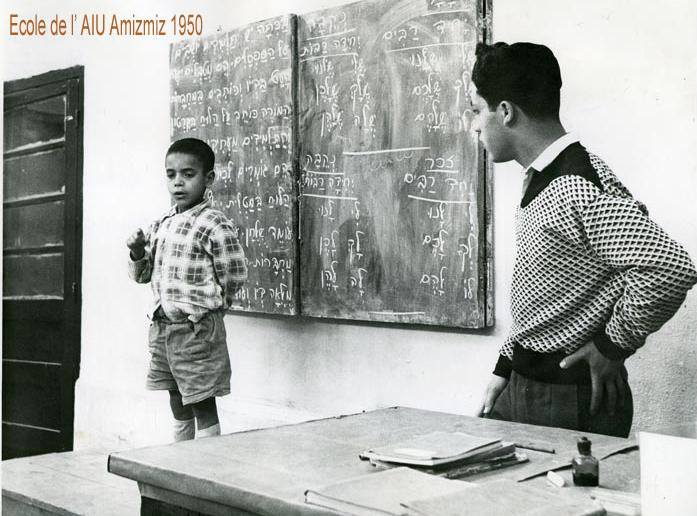
École juive de l'AIU d'Amizmiz en 1950

Les juifs avaient le même mode de vie que les musulmans (habillement, langue ...). Tout comme les musulmans, les mariages étaient très souvent réalisé entre des hommes d'âge mur et des jeunes filles.
Une école juive a été ouverte par l'AIU à Amizmiz en 1948. À la suite du départ des juifs, elle est progressivement tombée en ruines et a été détruite pour en faire le parking de la commune d'Amizmiz.
Il reste aujourd'hui le cimetière juif d'Amizmiz, rénové en 2010 et l'ancienne synagogue (Ljam’aa N Wudayn), aujourd'hui en ruines.